# ریچارد مور (دیپلمات)
ریچارد مور (به انگلیسی: Richard Moore)؛ (زادهٔ ۹ مهٔ ۱۹۶۳ و طرابلس) سیاستمدار اهل بریتانیا است. مور، سفیر پیشین بریتانیا در ترکیه بود مور در حال حاضر رئیس اداره سیاسی وزارت امور خارجه بریتانیا است. مور در پاییز ۲۰۲۰ کار خود را به عنوان رئیس تازه سرویس اطلاعات مخفی (MI6) آغاز کرد و جانشین الکس یانگر شد. ریچارد مور که لیبیایی الاصل است در سال ۱۹۸۷ به سرویس اطلاعات مخفی (MI6) پیوست و پس از آن پست‌های مدیریتی را در این سازمان برعهده داشته است. او همچنین معاون مشاور امنیت ملی در دولت است. مور در طول دوران کاری خود در کشورهای ویتنام، ترکیه، پاکستان، و مالزی کار کرده است. او ازدواج کرده و دو فرزند دارد. مور در واکنش به انتخاب خود به عنوان رئیس تازه MI6 گفته است: «بسیار خوشحال و مفتخرم که از من درخواست شده که هدایت این سازمان را برعهده بگیرم.»